# IBU-cupen 2013/2014
IBU-cupen 2013/2014 startade den 23 november 2013 i Idre, Sverige och avslutades i Martell, Italien den 16 mars 2014. IBU-cupen är en internationell samling av tävlingar i skidskytte. Cupen fungerar som underdivision till världscupen. Titelförsvarare var Victor Vasilyev, på herrsidan, och Anastasia Zagoruiko på damsidan. 

## Tävlingsprogram[1]
| Datum                          | Ort           | Land      |
| 23 november 2013               | Idre          | Sverige   |
| 29 november - 30 november 2013 | Geilo         | Norge     |
| 12-15 december 2013            | Obertilliach  | Österrike |
| 4 januari 2014                 | Forni Avoltri | Italien   |
| 11-12 januari 2014             | Ridnaun       | Italien   |
| 15-18 januari 2014             | Altenberg     | Tyskland  |
| 8-9 februari 2014              | Osrblie       | Slovakien |
| 13-16 mars 2014                | Martell       | Italien   |

## IBU-cuppoäng
| Poängsystem säsongen 2013/2014 (sedan 2008/2009) | Poängsystem säsongen 2013/2014 (sedan 2008/2009) | Poängsystem säsongen 2013/2014 (sedan 2008/2009) | Poängsystem säsongen 2013/2014 (sedan 2008/2009) | Poängsystem säsongen 2013/2014 (sedan 2008/2009) | Poängsystem säsongen 2013/2014 (sedan 2008/2009) | Poängsystem säsongen 2013/2014 (sedan 2008/2009) | Poängsystem säsongen 2013/2014 (sedan 2008/2009) | Poängsystem säsongen 2013/2014 (sedan 2008/2009) | Poängsystem säsongen 2013/2014 (sedan 2008/2009) | Poängsystem säsongen 2013/2014 (sedan 2008/2009) | Poängsystem säsongen 2013/2014 (sedan 2008/2009) | Poängsystem säsongen 2013/2014 (sedan 2008/2009) | Poängsystem säsongen 2013/2014 (sedan 2008/2009) | Poängsystem säsongen 2013/2014 (sedan 2008/2009) | Poängsystem säsongen 2013/2014 (sedan 2008/2009) | Poängsystem säsongen 2013/2014 (sedan 2008/2009) | Poängsystem säsongen 2013/2014 (sedan 2008/2009) | Poängsystem säsongen 2013/2014 (sedan 2008/2009) | Poängsystem säsongen 2013/2014 (sedan 2008/2009) | Poängsystem säsongen 2013/2014 (sedan 2008/2009) | Poängsystem säsongen 2013/2014 (sedan 2008/2009) | Poängsystem säsongen 2013/2014 (sedan 2008/2009) | Poängsystem säsongen 2013/2014 (sedan 2008/2009) | Poängsystem säsongen 2013/2014 (sedan 2008/2009) | Poängsystem säsongen 2013/2014 (sedan 2008/2009) | Poängsystem säsongen 2013/2014 (sedan 2008/2009) | Poängsystem säsongen 2013/2014 (sedan 2008/2009) | Poängsystem säsongen 2013/2014 (sedan 2008/2009) | Poängsystem säsongen 2013/2014 (sedan 2008/2009) | Poängsystem säsongen 2013/2014 (sedan 2008/2009) | Poängsystem säsongen 2013/2014 (sedan 2008/2009) | Poängsystem säsongen 2013/2014 (sedan 2008/2009) | Poängsystem säsongen 2013/2014 (sedan 2008/2009) | Poängsystem säsongen 2013/2014 (sedan 2008/2009) | Poängsystem säsongen 2013/2014 (sedan 2008/2009) | Poängsystem säsongen 2013/2014 (sedan 2008/2009) | Poängsystem säsongen 2013/2014 (sedan 2008/2009) | Poängsystem säsongen 2013/2014 (sedan 2008/2009) | Poängsystem säsongen 2013/2014 (sedan 2008/2009) | Poängsystem säsongen 2013/2014 (sedan 2008/2009) |
| ------------------------------------------------ | ------------------------------------------------ | ------------------------------------------------ | ------------------------------------------------ | ------------------------------------------------ | ------------------------------------------------ | ------------------------------------------------ | ------------------------------------------------ | ------------------------------------------------ | ------------------------------------------------ | ------------------------------------------------ | ------------------------------------------------ | ------------------------------------------------ | ------------------------------------------------ | ------------------------------------------------ | ------------------------------------------------ | ------------------------------------------------ | ------------------------------------------------ | ------------------------------------------------ | ------------------------------------------------ | ------------------------------------------------ | ------------------------------------------------ | ------------------------------------------------ | ------------------------------------------------ | ------------------------------------------------ | ------------------------------------------------ | ------------------------------------------------ | ------------------------------------------------ | ------------------------------------------------ | ------------------------------------------------ | ------------------------------------------------ | ------------------------------------------------ | ------------------------------------------------ | ------------------------------------------------ | ------------------------------------------------ | ------------------------------------------------ | ------------------------------------------------ | ------------------------------------------------ | ------------------------------------------------ | ------------------------------------------------ | ------------------------------------------------ |
| Placering                                        | 1                                                | 2                                                | 3                                                | 4                                                | 5                                                | 6                                                | 7                                                | 8                                                | 9                                                | 10                                               | 11                                               | 12                                               | 13                                               | 14                                               | 15                                               | 16                                               | 17                                               | 18                                               | 19                                               | 20                                               | 21                                               | 22                                               | 23                                               | 24                                               | 25                                               | 26                                               | 27                                               | 28                                               | 29                                               | 30                                               | 31                                               | 32                                               | 33                                               | 34                                               | 35                                               | 36                                               | 37                                               | 38                                               | 39                                               | 40                                               |
| Poäng                                            | 60                                               | 54                                               | 48                                               | 43                                               | 40                                               | 38                                               | 36                                               | 34                                               | 32                                               | 31                                               | 30                                               | 29                                               | 28                                               | 27                                               | 26                                               | 25                                               | 24                                               | 23                                               | 22                                               | 21                                               | 20                                               | 19                                               | 18                                               | 17                                               | 16                                               | 15                                               | 14                                               | 13                                               | 12                                               | 11                                               | 10                                               | 9                                                | 8                                                | 7                                                | 6                                                | 5                                                | 4                                                | 3                                                | 2                                                | 1                                                |